# World Series of Poker 1988
De World Series of Poker 1988 werd gehouden in de Binion's Horseshoe in Las Vegas van 5 mei t/m 21 mei. Het was de 19de editie van de World Series of Poker, het grootste pokerevenement ter wereld.

## Toernooien
| Event                        | Winnaar           | Prijs    | Tweede             |
| ---------------------------- | ----------------- | -------- | ------------------ |
| $1,500 Limit Hold'em         | Val Carpenter     | $223,800 | Jack Keller        |
| $1,500 No Limit Hold'em      | Russ Gibe         | $181,800 | Hans "Tuna" Lund   |
| $2,500 Pot Limit Omaha       | Gilbert Gross     | $181,000 | Hugh Todd          |
| $5,000 Seven Card Stud       | Thor Hansen       | $158,000 | David Heyden       |
| $1,000 Limit Omaha           | David Helms       | $91,200  | Don Williams       |
| $1,500 Seven Card Stud Split | Lance Hilt        | $123,600 | Joe Petro          |
| $500 Ladies' Seven Card Stud | Loretta Huber     | $17,000  | Ester Rossi        |
| $1,500 Seven Card Stud       | Merrill Hunt      | $130,200 | Johnny Moss        |
| $5,000 Deuce to Seven Draw   | Seymour Leibowitz | $157,500 | David "Chip" Reese |
| $1,500 Ace to Five Draw      | Johnny Moss       | $116,400 | Richard Chase      |
| $1,000 Seven Card Razz       | Don Williams      | $76,800  | Art Youngblood     |

## Main Event
Het Main Event was het grootste toernooi van de WSOP van 1988. Het is een 10.000 dollar No-Limit Texas Hold'em toernooi. De winnaar van dit toernooi wordt gezien als de officieuze wereldkampioen poker. Er deden in totaal 167 spelers mee.

### Finaletafel
| Positie | Naam            | Prijs    |
| ------- | --------------- | -------- |
| 1       | Johnny Chan     | $700,000 |
| 2       | Erik Seidel     | $280,000 |
| 3       | Ron Graham      | $140,000 |
| 4       | Humberto Brenes | $83,050  |
| 5       | T.J. Cloutier   | $63,000  |
| 6       | Jim Bechtel     | $49,000  |

### Andere hoge posities
| Positie | Naam              | Prijs   |
| ------- | ----------------- | ------- |
| 15      | Jay Heimowitz     | $12,500 |
| 18      | Roger Moore       | $12,500 |
| 23      | Ken Flaton        | $10,000 |
| 27      | David Sklansky    | $8,750  |
| 28      | John Spadavecchia | $8,750  |